# ناصر الصالح
ناصر الصالح (1 يونيو 1961 - 31 يناير 2025)، ملحن سعودي. ولد في الأحساء، يلقب بين محبيه بـ قبطان الطرب الخليجي، نشأ وسط أسرة فنية، والده يملك شركة إنتاج فني بتلك الفترة، تأثر بأصدقاء والده فنانين الأحساء الشعبيين وأولهم عيسى الأحسائي. ويعتبر واحد من اكتشافات جمعية الثقافة والفنون بالإحساء. كرمته جمعية الثقافة والفنون في الدمام عام 2018م.

## أغان من ألحانه
| الأغنية          | الفنان       | الشاعر                     | المصدر |
| ---------------- | ------------ | -------------------------- | ------ |
| الأماكن          | محمد عبده    | منصور الشادي               | [ 4 ]  |
| بنت النور        | محمد عبده    | فيصل بن تركي               |        |
| سمي              | محمد عبده    | فيصل بن تركي               |        |
| أعترف لك         | محمد عبده    | فيصل بن تركي               | [ 5 ]  |
| كثير اشتقت       | محمد عبده    | منصور الشادي               | [ 6 ]  |
| تسولف عبرتي      | أحلام        | عبد الله أبو راس           | [ 7 ]  |
| يا آدمي          | أحلام        | فيصل الشعلان               |        |
| بعض الناس        | أحلام        | خالد العوض                 |        |
| أكثر من أول أحبك | أحلام        | منصور الشادي               |        |
| يا سيدهم         | نوال         | لينا العجاجي               |        |
| سحرني حلاها      | ماجد المهندس | عبد الله أبو راس           | [ 8 ]  |
| عاشت بلادي       | راشد الفارس  | تركي بن طلال بن عبد العزيز |        |

### أعمال أخرى من ألحانه
- تتر مسلسل «العاصوف» غناء راشد الماجد.[9]

## الوفاة
توفي فجر الجمعة 31 يناير عام 2025م الموافق 1 شعبان 1446 هـ عن ثلاثةٍ وستين سنة.